# Malailada (Fluss)
Der Malailada (Ribeira Malailada, Rio Malai Lada, Ralailaba) ist ein Fluss in der osttimoresischen Gemeinde Lautém, der vom Inselinneren nach Norden in die Straße von Wetar fließt.
Im Westen der Gemeinde entspringen die beiden Quellflüsse des Malailada (Ribeira Malailada, Rio Malai Lada, Ralailaba). Der westliche Quellfluss bildet die Grenze zwischen den Sucos Luro und Fuat, der östliche zwischen Fuat und Cacavei. An ihrem Zusammenfluss trifft Fuat auf den Suco Maina II. Ab hier bildet der Malailada die Ostgrenze des Sucos zu Cacavei, Leuro und Home. Weiter fließt der Fluss entlang der Ostgrenze des Sucos Baduro, der auf dem anderen Ufer gegenüber die Sucos Home und Raça liegen.
Der Veromoco (Verokoco) entspringt im Suco Raça und hat mit dem Cococo einen kleinen Nebenfluss, der ebenfalls hier entspringt.
Beim Zusammentreffen der Grenzen zwischen den Sucos Raça, Baduro und Maina I mündet der Veromoco in den Malaiada. Der Malaiada folgt dann der Grenze zwischen Baduro am Westufer und den Sucos Maina I und Pairara am Ostufer. Kurz vor seiner Mündung wird der Malaiada beim Ort Tamaro von einer Brücke der nördlichen Küstenstraße, einer der wichtigsten Verkehrswege des Landes überspannt. Hier wurden auch schon Leistenkrokodile beobachtet.
Während der Trockenzeit ist der Fluss eine der wichtigsten Wasserquellen für die Bevölkerung der Gemeinde.

## Geschichte
An Veromoco und Malailada befand sich im Ort Malailada das timoresische Reich von Sarau.
Bei den Unruhen im September 1999 wurden alle öffentlichen Einrichtungen zerstört. Am 25. September 1999 ermordeten Mitglieder der pro-indonesischen Miliz Team Alfa unter Führung von Joni Marques am Malaiada bei der nördlichen Küstenstraße von Lautém nach Baucau neun Personen. Unter den Opfern waren zwei Nonnen, drei Pater und der indonesische Journalist Agus Muliawan.